# Lawngtlai

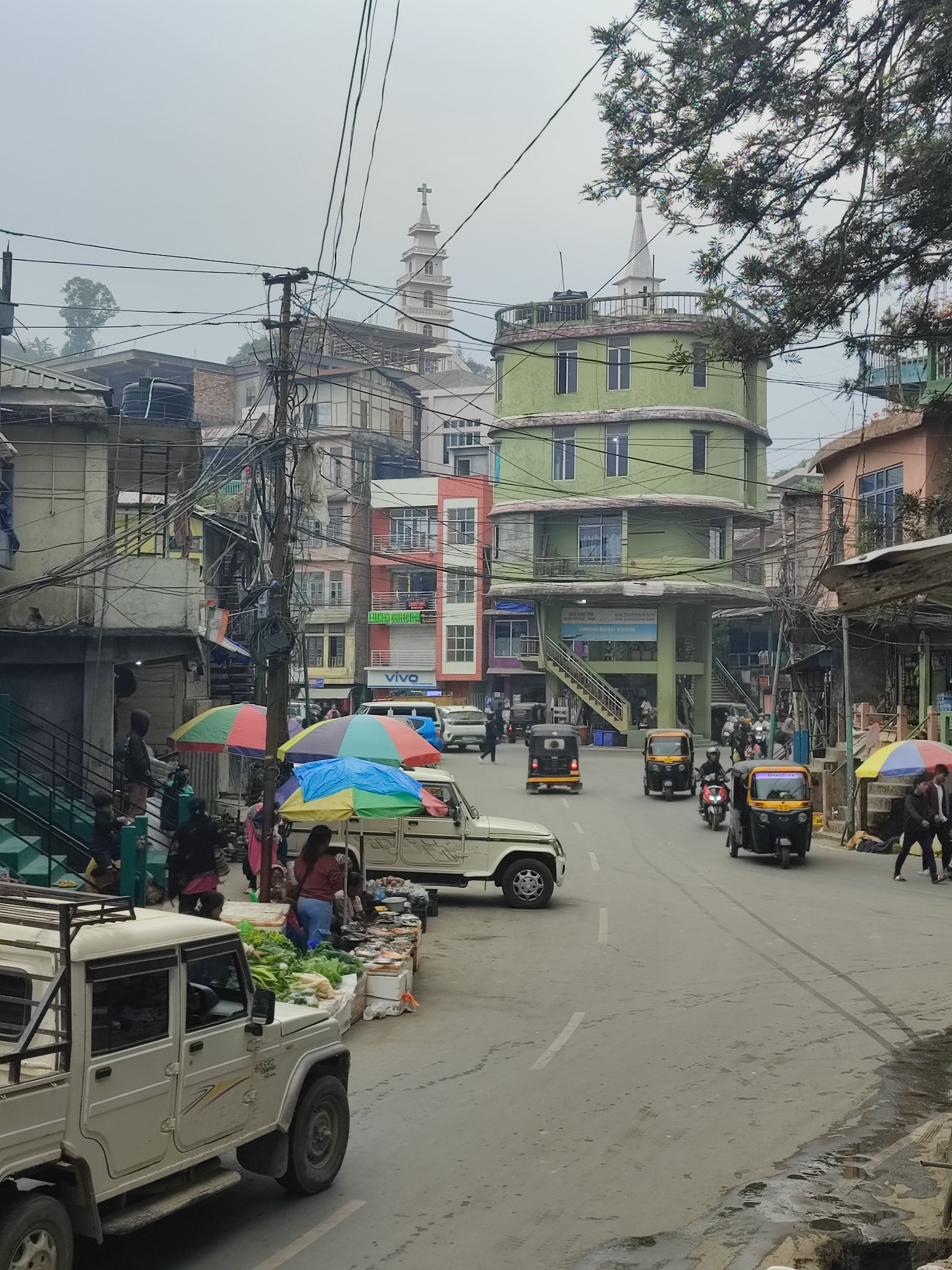
Lawngtlai (2024)

Lawngtlai ist eine Stadt im indischen Bundesstaat Mizoram.
Die Stadt ist Hauptort des Distrikts Lawngtlai. Lawngtlai hat den Status einer Town. Die Stadt ist in 6 Wards gegliedert. Sie hatte am Stichtag der Volkszählung 2011 20.830 Einwohner, von denen 10.659 Männer und 10.171 Frauen waren. Christen bilden mit einem Anteil von über 95 % die Mehrheit der Bevölkerung in der Stadt. Hindus bilden eine Minderheit von über 2 %. Die Alphabetisierungsrate lag 2011 bei 95,7 % und damit deutlich über dem nationalen Durchschnitt. 93,5 % der Bevölkerung gehören den Scheduled Tribes an. Die Mehrheit der Bevölkerung gehört zu den Lai.